# خوک ریش‌دار بورنئویی
خوک ریش‌دار بورنئویی (نام علمی: Sus barbatus) نام یک گونه از سرده خوک است.